# Jerome Flynn
Jerome Flynn, né le 16 mars 1963 à Bromley (Angleterre), est un acteur et chanteur britannique.

## Biographie
Membre du duo Robson & Jerome (en) avec Robson Green, il connait un franc succès au Royaume-Uni avec des reprises de Unchained Melody, I Believe ou encore What Becomes of the Brokenhearted.
En tant qu'acteur, il est notamment connu pour avoir interprété le rôle de Bronn dans la série télévisée Game of Thrones.

### Vie privée
Végétarien depuis l'âge de 18 ans et mécène de la Vegetarian Society[pertinence contestée], Flynn déclare à l'organisation Viva! (en) : « C'est ce que nous faisons qui compte - l'impact que nous avons - et c'est pour cela que je n'ai besoin d'aucun motif. L'idée de ne pas être végétarien est absurde, c'est tout simplement impensable, comme revenir en arrière. Je ne vais pas manger de la viande à nouveau pour la même raison que j'y ai renoncé en premier lieu. Je ne veux pas faire partie de toute cette souffrance, ».
Flynn et Lena Headey se lancent dans une relation intime en 2002. Toutefois, au moment du début du tournage de la série Game of Thrones, à laquelle ils participent tous deux (Headey y interprète Cersei Lannister et Flynn incarne Bronn), ils ne se croisent jamais sur le plateau, et n'ont pas de scène commune jusqu'aux saisons finales - selon un membre de la production, ils ne s'adressent pas la parole et préfèrent s'éviter.

## Filmographie

### Cinéma
- 1988 : A Summer Story de Piers Haggard : Joe Narracombe
- 1988 : Le Complot de Agnieszka Holland
- 1991 : Edward II de Derek Jarman : Kent
- 1991 : Kafka de Steven Soderbergh
- 2017 : La Passion Van Gogh de Dorota Kobiela et Hugh Welchman : Paul Gachet
- 2019 : John Wick Parabellum de Chad Stahelski : Berrada
- 2020 : Hogwood : La ferme de l'horreur de Tony Wardle

### Télévision
- 1985 : American Playhouse
- 1986 : Screen Two
- 1986 : The Monocled Mutineer
- 1986 : Breaking Up
- 1986 : London's Burning : The Movie
- 1988 : The Fear
- 1988 : Troubles
- 1989 : Flying Lady
- 1990 : Bergerac
- 1991 : Casualty
- 1991 : Boon
- 1991 : Soldier Soldier
- 1992 : Between the Lines
- 1993 : Don't Leave Me This Way
- 1995 : A Mind to Murder
- 1997 : Ain't Misbehavin
- 1999 : The Ruth Rendell Mysteries
- 1999 : Badger
- 2007 :  Tommy Zoom
- 2011 : Dante's Demon
- 2011 - 2019 : Game of Thrones : Bronn de la Nera (37 épisodes)
- 2012 - 2015 : Ripper Street : Bennet Drake
- 2016 : Black Mirror : Hector (saison 3, épisode 3)
- 2022 : 1923 : Banner Creighton

## Distinctions

### Nominations
- British Academy Television Awards 2014 : meilleur acteur dans un second rôle pour Ripper Street